# Dowagiac
Dowagiac est une ville du comté de Cass, dans l'État du Michigan, aux États-Unis. En 2020, sa population était de 5 721 habitants.